# Cladonia kuringaiensis
Cladonia kuringaiensis är en lavart som beskrevs av A. W. Archer. Cladonia kuringaiensis ingår i släktet Cladonia och familjen Cladoniaceae.   Inga underarter finns listade i Catalogue of Life.